# Quantität (Linguistik)
Die Quantität bezeichnet die Dauer von Sprachlauten. In der Phonetik geht es dabei um die absolute Quantität, in der Phonologie hingegen um bedeutungsunterscheidende Quantität, beispielsweise die unterschiedliche Vokaldauer beim deutschen Minimalpaar „lahm“ /laːm/ (langes a) vs. „Lamm“ /lam/ (kurzes a). Je nach Sprache kann die Quantität bei Vokalen (vgl. Vokalquantität) oder bei Konsonanten eine Rolle spielen. Eine sprachgeschichtlich sekundär verlängerte Dauer eines Vokals wird als Dehnung bezeichnet. Die Quantität von Konsonanten wird in vielen Theorien mit der Gemination gleichgesetzt.

## Quantitätskorrelation
Die Quantitätskorrelation bedeutet, dass der Unterschied zwischen Lauten sonst gleicher Art, die sich nur durch ihre Länge (Quantität) unterscheiden, in einer Sprache mehrfach vorhanden ist und dabei zur Unterscheidung von Wörtern dient. Der Begriff stammt aus der Prager Schule (Nikolai Trubetzkoy 1967: 77) und ist für die Phonologie ebenso bedeutsam wie für die Morphologie und damit für die Linguistik (Sprachwissenschaft) allgemein.
Neben der Quantitätskorrelation nennt Trubetzkoy (1967: 77f.) ausdrücklich die Stimmbeteiligungskorrelation und die Aspirationskorrelation. Da es sich dabei immer um eine Reihe von Lautgegensatzpaaren handelt, prägen diese Korrelationen sehr stark die entsprechenden Lautsysteme.

## Zur Bedeutung der Quantität in der Phonologie
Das Lautsystem des Deutschen ist ebenso wie sein phonologisches System durch die Quantität seiner Vokale geprägt. Wörter wie „Bann“ ([ban]) und „Bahn“ ([baːn]), „Bett“ ([bɛt]) und „Beet“ ([beːt]) und viele andere unterscheiden sich nur durch die Länge ihres Vokals voneinander. Dabei ist mit „Länge“ die relative Sprechdauer der Laute gemeint. Wortpaare wie die genannten bilden sogenannte Minimalpaare, d. h. Wortpaare, die sich nur in einem Laut unterscheiden und gleichzeitig verschiedene Bedeutungen tragen. Quantitätskorrelation betont nun genau die Tatsache, dass dieser Unterschied nicht nur bei einem Lautgegensatz, einem bestimmten Lautpaar also, besteht, sondern bei einer ganzen Reihe von Vokalen im Deutschen vorkommt: Zu den meisten Kurzvokalen gibt es entsprechende Langvokale und umgekehrt.
Im Finnischen – um noch eine Sprache als Beispiel heranzuziehen – ist die Quantität noch bedeutsamer: Sie kommen wie im Deutschen auch im Vokalismus vor: tulee ‚er kommt‘ – tuulee ‚er/der Wind weht‘; darüber hinaus aber auch bei den Konsonanten: tuli ‚Feuer‘ – tulli ‚Zoll‘. Solche Längenunterschiede bei den Konsonanten gibt es im Deutschen nicht.